# Registri violeggianti
I registri violeggianti sono un insieme di registri dell'organo.

## Struttura
I registri violeggianti sono una sottocategoria dei registri ad anima. Come dice il nome stesso, questi registri sono ideati per imitare il timbro degli strumenti ad arco. Il suono è prodotto da canne dotate di un diametro molto stretto. Prima della loro invenzione, il suono imitativo degli archi era prodotto dai registri ad ancia.
Si tratta di registri relativamente moderni, apparsi fra il XIX e il XX secolo. L'unico registro violeggiante antico è la viola da gamba, comparsa per la prima volta intorno alla fine del XVII secolo negli organi olandesi e tedeschi. Altri registri violeggianti, moderni, sono il salicionale, la dulciana, la fugara, il violone, eccetera.